# Boross János (színművész)
Boross János (névvariáns: Boros János) (Vecsés, 1924. február 23. – Budapest, 1976. szeptember 16.) magyar színész, rendező.

## Életpálya
Vecsésen született, 1924. február 23-án. Vidéki, dali társulatoknál kezdte pályáját.
A háborúban román fogságba került, mint katonaszökevény. Első feleségével Eötvös Erzsébettel 1949 és 1952 között a debreceni Csokonai Színház táncos-komikus párja volt, itt született egyetlen gyermeke, Mária. 1952 és 1955 között a szolnoki Szigligeti Színház tagja volt.1955–től egy-egy évadot a Pécsi Nemzeti Színházban, a Szegedi Nemzeti Színházban és a kecskeméti Katona József Színházban töltött. 1957-ben az 56-os forradalomban való részvételéért börtönbüntetést kapott. 1958 és 1960 között a Miskolci Nemzeti Színház, 1960-tól a budapesti Petőfi Színház, 1962-től a Tarka Színpad művésze volt, majd az Állami Déryné Színházban játszott. Számos filmben szerepelt kisebb szerepekben. Budapesten hunyt el 52 éves korában.

## Színházi szerepeiből
- Molière: Scapin furfangjai... Scapin
- William Shakespeare: Vízkereszt vagy amit akartok... Nemes Keszeg András
- Nyikolaj Vasziljevics Gogol: Leánynéző... Sztyepán
- Bertolt Brecht – Kurt Weill: Koldusopera... Fürész Róbert:
- George Bernard Shaw: Pygmalion... Doolittle
- Csiky Gergely: Mukányi... Kozák
- Szigligeti Ede – Tabi László: Párizsi vendég... Bandi
- Molnár Ferenc: Az üvegcipő... Házmester
- Móricz Zsigmond: Úri muri... Pincér
- Csizmarek Mátyás: Érdekházasság... Vencel
- Karinthy Ferenc: Hét pofon... Patterson
- Szirmai Albert: Mágnás Miska... Gróf Eleméry Tasziló
- Szenes Iván: Őfelsége, a sztár... XVII. Kázmér, Trabuccó királya (Tarka Színpad)
- Raszkin-Szlobodszkij: Filmcsillag... Igazgató; Tyihin
- Vas István – Hubay Miklós – Ránki György: Egy szerelem három éjszakája... Menyhért
- Gádor Béla – Kerekes János: Állami áruház... Dániel
- Katona József: Bánk bán... Tiborc
- Berté Henrik: Három a kislány... Novotny, titkosrendőr
- Kálmán Imre: Csárdáskirálynő... Bóni gróf
- Eisemann Mihály: Bástyasétány 77... Patkó
- Huszka Jenő: Gül Baba... Mujkó

## Fontosabb rendezései
- Mikszáth Kálmán – Sárközy István: A szelistyei asszonyok (Pécsi Nemzeti Színház, 1955)
- Nóti Károly: Nyitott ablak (Szegedi Nemzeti Színház, 1957)
- Csizmarek Mátyás – Fejér István: Bukfenc (Miskolci Nemzeti Színház, 1958)
- Kálmán Imre: Csárdáskirálynő (Kecskeméti Katona József Színház, 1958)

## Filmek, tv
- Délibáb minden mennyiségben (1962)
- Fotó Háber (1963)
- Különös vadászat (1973)
- Egy kis hely a nap alatt (1973)
- Aranyborjú (1974)
- Napraforgó (1974)
- Bástyasétány hetvennégy (1974)
- Bekötött szemmel (1974)
- Örökbefogadás (1975)
- Ereszd el a szakállamat! (1975)
- Inkognitóban Budapesten (1976)
- Kántor (sorozat) Havas történet című rész (1976)
- A lőcsei fehér asszony (1976)